# Edições do Mister Model International
Neste artigo, estão localizadas todas as edições do concurso de beleza masculino de Mister Model International.

## Edições

### Mister Model International 2017
Mister Model International 2017 será a 5ª edição do concurso de beleza masculino de Mister Model International que terá sua final na cidade turística de Miami, nos Estados Unidos com a presença estimada em mais de vinte (20) países disputando o título. Coordenado pelo dominicano Bryan Mena, o certame vai completar cinco anos de existência.

#### Candidatos
Disputarão o título, até o momento:
- Argélia - Benchikh Mohamed Amine
- Austrália - Domenico Ernesto Pascuzzi
- Brasil - Paulo Roberto
- Colômbia - Julián Vargas
- Cuba - Rafael Vargas Remon
- El Salvador - David Arias
- Fernando de Noronha - Gabriel Corrêa
- Filipinas - Kevin Hernández
- Índia - Mohit Sharma
- México - Mauricio Medellin
- Nepal - Sandeep Pokharel
- Nigéria - Stanley Igwilo
- Porto Rico - Jose Valdes Cotte
- República Dominicana - Francisco Rodríguez
- Sri Lanca - Surun Dhananjaya

### Mister Model International 2016
Mister Model International 2016 foi a 4ª edição do concurso de beleza masculino de Mister Model International que se realizou pela primeira vez em solo oriental, mais precisamente na capital da Índia, em Nova Déli. Em 20 de novembro, cerca de vinte e sete candidatos disputaram o título que pertencia ao porto riquenho Melvin Román. Coordenado pelo dominicano Bryan Mena, o certame vem atraindo olhares da mídia local e de sites e portais especializados em concursos de beleza masculino. Na ocasião, sagrou-se campeão o Mister da Tailândia, Narapat Sakunsong.

#### Resultados
| Posição                 | País/Ilha e Candidato |
| Vencedor                | - Tailândia - Narapat Sakunsong |
| 2º. Lugar               | - Espanha - Alejandro Nieto |
| 3º. Lugar               | - Senegal - Pape Boubou Ndiaye |
| 4º. Lugar               | - Alemanha - Mike Jacobi |
| 5º. Lugar               | - Estados Unidos - Karl Reeser |
| (TOP 10) Semifinalistas | - Colômbia - Juan Camilo Ureña - El Salvador - David Montiel - Paraguai - Edmaycon Silva - R. Dominicana - Cesar Polanco - Sérvia - Miloš Popović                                        |
| (TOP 17) Semifinalistas | - Coreia do Sul - Beyong-Jun Choi - Equador - Sergio Morales - Guiana - Paul Meusa - Índia - Anurag Fageriya - Indonésia - Omet Candra - México - Alejandro Garcia - Peru - Anddy Flores |

#### Prêmios Especiais
Foram distribuídos os seguintes prêmios aos candidatos:
| Prêmio              | País/Ilha e Candidato           |
| Mister Simpatia     | - Alemanha - Mike Jacobi        |
| Mister Fotogenia    | - Venezuela - Gabriel Espitia   |
| Mister Elegância    | - Tailândia - Narapat Sakunsong |
| Mister Style Icon   | - Sri Lanca - Shanith Kumar     |
| Melhor Traje Típico | - Indonésia - Omet Candra       |

#### Candidatos
Disputaram o título este ano:
| - Alemanha - Mike Jacobi - Cazaquistão - Vlad Iebedisnkiy - Colômbia - Juan Camilo Ureña - Coreia do Sul - Beyong-Jun Choi - Costa Rica - Richard Coronado - El Salvador - David Montiel - Equador - Sergio Morales - Espanha - Alejandro Nieto - Estados Unidos - Karl Reeser | - Filipinas - Miguel Maliwat - Guiana - Paul Meusa - Haiti - Ghael Jean-louis - Índia - Anurag Fageriya - Indonésia - Omet Candra - Japão - Katsuya Nakada - México - Alejandro Garcia - Nepal - Sajesh Tamrakar - Paraguai - Edmaycon Silva | - Peru - Anddy Flores - Porto Rico - Edgar Irizarry - República Dominicana - Cesar Polanco - Senegal - Pape Boubou Ndiaye - Sérvia - Miloš Popović - Sri Lanca - Shanith Kumar - Tailândia - Narapat Sakunsong - Trindade e Tobago - Pavel Diaz - Venezuela - Gabriel Espitia |

### Mister Model International 2015
Mister Model International 2015 foi a 3ª. edição do concurso de beleza masculino de Mister Model International que se realizou na cidade de Miami, litoral dos Estados Unidos no dia 10 de novembro. O concurso contou com a participação total de cerca de dezenove (19) países e duas (2) ilhas ao redor do mundo, totalizando assim 21 aspirantes. O concurso coordenado por Bryan Mena teve como campeão o porto-riquenho Melvin Román.

#### Resultados
| Posição                 | País/Ilha e Candidato |
| Vencedor                | - Porto Rico - Melvin Román |
| 2º. Lugar               | - Índia - Phany Padaraju |
| 3º. Lugar               | - Brasil - Eduardo Mocelim |
| 4º. Lugar               | - Colômbia - Jairo Zapata |
| 5º. Lugar               | - Líbano - Rabih El Zein |
| (TOP 13) Semifinalistas | - El Salvador - Juan Novoa - Espanha - Christian Yanes - Estados Unidos - Joseph Davis - Filipinas - Arcel Yambing - México - Gustavo Mier - Peru - Alan Massa - R. Dominicana - Digno Guerrero - Venezuela - Ángel Rodríguez |

#### Prêmios Especiais
Foram distribuídos os seguintes prêmios aos candidatos:
| Prêmio              | País/Ilha e Candidato            |
| Melhor Corpo        | - R. Dominicana - Digno Guerrero |
| Mister Simpatia     | - Filipinas - Arcel Yambing      |
| Mister Fotogenia    | - Filipinas - Arcel Yambing      |
| Mister Passarela    | - Porto Rico - Melvin Román      |
| Mister Popularidade | - Mianmar - Zawye Kyawtun        |
| Mister Elegância    | - Venezuela - Ángel Rodríguez    |

#### Candidatos
Disputaram o título este ano:
| - Bolívia - Grover Ordonez - Brasil - Eduardo Mocelim - Canadá - Kristian Denver - Colômbia - Jairo Zapata - Cuba - Yanko Castro - El Salvador - Juan Novoa - Espanha - Christian Yanes | - Estados Unidos - Joseph Davis - Fernando de Noronha - Gledson Ricca - Filipinas - Arcel Yambing - Ilha Saona - Onell Rosario - Ilhas Virgens Americanas - Sonny Ortiz - Índia - Phany Padaraju - Líbano - Rabih El Zein | - México - Gustavo Mier - Mianmar - Zawye Kyawtun - Peru - Alan Massa - Portugal - Manu Docampo - Porto Rico - Melvin Román - República Dominicana - Digno Guerrero - Venezuela - Ángel Rodríguez |  |

### Mister Model International 2014
Mister Model International 2014 foi a 2ª edição do concurso de beleza masculino de Mister Model International realizado na cidade de Santo Domingo, capital da República Dominicana no dia 7 de Dezembro. O concurso contou com a participação total de cerca de treze (13) países e três (3) ilhas ao redor do mundo, totalizando assim 16 aspirantes. O brasileiro Willian Rëch não pôde comparecer ao evento e o vencedor foi coroado pela Miss República Dominicana 2014 Kimberly Castillo. O concurso foi coordenador por Bryan Mena.

#### Resultados
| Posição                 | País/Ilha e Candidato |
| Vencedor                | - Fernando de Noronha - Victor Zanatta                                                                                                |
| 2º. Lugar               | - Porto Rico - Josué Amado |
| 3º. Lugar               | - Ilha Saona - Jerry Suero |
| 4º. Lugar               | - Filipinas - Adam Davies |
| 5º. Lugar               | - Índia - Pratik Virk |
| (TOP 10) Semifinalistas | - Austrália - Justin Matsoukas - Brasil - Victor Santos - Equador - Maximiliano Metz - México - Ángel Lopez - Mianmar - Oak Thar Kyaw |

#### Prêmios Especiais
Foram distribuídos os seguintes prêmios aos candidatos:
| Prêmio              | País/Ilha e Candidato                  |
| Mister Simpatia     | - Fernando de Noronha - Victor Zanatta |
| Mister Fotogenia    | - Porto Rico - Josué Amado             |
| Mister Passarela    | - El Salvador - David Arriaza          |
| Mister Popularidade | - Mianmar - Oak Thar Kyaw              |
| Mister Comunicação  | - Porto Rico - Josué Amado             |
| Mister Chico Opal   | - Fernando de Noronha - Victor Zanatta |
| Mister Esportes     | - Filipinas - Adam Davies              |
| Mister Melhor Corpo | - Ilha Saona - Jerry Suero             |
| Melhor Traje Típico | - El Salvador - David Martínez         |

#### Candidatos
Disputaram o título este ano:
| - Austrália - Justin Matsoukas - Brasil - Jhony Victor Santos - El Salvador - David Arriaza - Equador - Maximiliano Metz - Fernando de Noronha - Victor Zanatta - Filipinas - Adam Rhys Davies - Haiti - Noel Guidson - Ilha Saona - Jerry Suero | - Ilha Catalina - Frank Sosa - Índia - Pratik Virk - México - Ángel Lopez - Mianmar - Oak Thar Kyaw - Panamá - Henrique González - Peru - Roberto Cordova - Porto Rico - Josue Amado - República Dominicana - Dan Brady Nuñez |

### Mister Model International 2013
Mister Model International 2013 foi a 1ª edição do concurso de beleza masculino de Mister Model International realizado na cidade de Santo Domingo, na República Dominicana no dia 1º de novembro. O concurso teve a participação de oito (8) países e duas (2) ilhas, um total de dez aspirantes ao título inédito. Na ocasião, sagrou-se campeão o Mister Brasil, Willian Rëch, o concurso foi coordenado pelo empresário Bryan Mena.

#### Resultados
| Posição   | País/Ilha e Candidato               |
| Vencedor  | - Brasil - Willian Rëch             |
| 2º. Lugar | - Fernando de Noronha - Hugo Sanges |
| 3º. Lugar | - Estados Unidos - Victor Mattos    |
| 4º. Lugar | - Peru - Alonso Toledo              |
| 5º. Lugar | - Singapura - Nick Cheng            |
| 6º. Lugar | - Nicarágua - Edson Bonilla         |

#### Prêmios Especiais
Foram distribuídos os seguintes prêmios aos candidatos:
| Colocação        | País/Ilha e Candidato               |
| Mister Simpatia  | - Brasil - Willian Rëch             |
| Mister Fotogenia | - Fernando de Noronha - Hugo Sanges |
| Mister Talento   | - Brasil - Willian Rëch             |
| Mister Esportes  | - Peru - Alonso Toledo              |
| Melhor Corpo     | - Fernando de Noronha - Hugo Sanges |

#### Candidatos
Disputaram o título este ano:
- Brasil - Willian Rëch
- Estados Unidos - Victor Mattos
- Fernando de Noronha - Hugo Sanges
- Ilha Saona - Manuel Santana
- Nicarágua - Edson Bonilla
- Panamá - Ferdinan Cooper
- Peru - Alonso Toledo
- República Dominicana - Albert Diaz
- Singapura - Nick Cheng
- Venezuela - Nicolas Flores